# Più vivo che morto
Più vivo che morto (Living It Up) è un film del 1954 diretto da Norman Taurog e interpretato da Dean Martin e Jerry Lewis. È il remake del film Nulla sul serio del 1937, interpretato da Carole Lombard e Fredric March.

## Trama
Wally Cook, una giornalista del New York Chronicle, convince il suo editore a farle fare una serie di articoli su Homer Flagg, un grezzo capostazione del Nuovo Messico, creduto moribondo per un avvelenamento radioattivo. Grazie a Steve Harris, suo medico e migliore amico, Homer scopre però che la sua diagnosi era sbagliata e che è in perfetta salute. Ciò non impedisce loro di accettare da Wally un viaggio tutto pagato a New York, dove tutti provano compassione per Homer. Wally e il dottore intanto tentano di portare avanti la messinscena e di non far scoprire la verità.